# Olé ala Lee
| Оценки критиков               | Оценки критиков |
| Источник                      | Оценка          |
| ----------------------------- | --------------- |
| AllMusic                      | [ 2 ]           |
| Encyclopedia of Popular Music | [ 3 ]           |

Olé ala Lee — студийный альбом американской певицы Пегги Ли, выпущенный в 1960 году на лейбле Capitol Records. Аранжировщиком альбома стал Джо Харнелл. Является продолжением альбома Latin ala Lee! 1960 года.

## Отзывы критиков
Стивен Кук из AllMusic отметил бархатистые флейты, бодрую перкуссию и хорошо поставленные духовые. Он также заметил, что альбом предлагает очаровательную смесь джазово-вокальных композиций и бродвейского мамбо, однако, по его мнению, не стоит бояться чрезмерного блеска, поскольку Ли всегда отличает кубинскую атмосферу своим горловым балладным тоном и безошибочным чувством ритма.

## Список композиций
| №  | Название                                      | Автор(ы)                     | Длительность |
| -- | --------------------------------------------- | ---------------------------- | ------------ |
| 1. | «Come Dance with Me»                          | Сэмми Кан, Джимми Ван Хьюзен | 2:28         |
| 2. | «By Myself»                                   | Говард Дитц, Артур Шварц     | 3:20         |
| 3. | «You’re So Right for Me»                      | Джей Ливингстон, Рэй Эванс   | 1:47         |
| 4. | «Just Squeeze Me (But Please Don’t Tease Me)» | Дюк Эллингтон, Ли Гейнс      | 1:54         |
| 5. | «Fantástico»                                  | Джек Келлер, Ноэль Шерман    | 2:05         |
| 6. | «Together (Wherever We Go)»                   | Джул Стайн, Стивен Сондхайм  | 1:46         |

| №                   | Название                     | Автор(ы)                                    | Длительность |
| ------------------- | ---------------------------- | ------------------------------------------- | ------------ |
| 1.                  | «Love and Marriage»          | Сэмми Кан, Джимми Ван Хьюзен                | 2:07         |
| 2.                  | «Non Dimenticar»             | Шелли Доббинс, Мишель Гальдьери, Джино Реди | 2:26         |
| 3.                  | «From Now On»                | Коул Портер                                 | 1:55         |
| 4.                  | «You Stepped Out of a Dream» | Насио Херб Браун, Гас Кан                   | 2:30         |
| 5.                  | «Olé»                        | Пегги Ли                                    | 2:26         |
| 6.                  | «I Can’t Resist You»         | Нед Мейер, Уилл Дональдсон                  | 2:10         |
| Общая длительность: | Общая длительность:          | Общая длительность:                         | 26:54        |